# Burg Davensberg
Der noch erhaltene Rundturm der Burg Davensberg steht im Ortsteil Davensberg der nordrhein-westfälischen Gemeinde Ascheberg im Kreis Coesfeld. Der Turm mit „Folterkammer und Hexenstock“ beherbergt heute ein Museum, das vom Heimatverein Davensberg betrieben wird. Der Ausstellungsschwerpunkt liegt auf alten bäuerlichen Kulturgeräten.

## Geschichte
Der Rundturm war Teil der wahrscheinlich um 1250 erbauten Ritterburg Davensberg und wurde vermutlich um 1500/1530 bei einem Ausbau der Anlage errichtet. Gründer der Burg waren wahrscheinlich die Herren von Meinhövel. Um 1320 kam eine Hälfte der Anlage durch Heirat der Erbtochter Gerburg in den Besitz der Edelherren von Büren, einem mächtigen Adelsgeschlecht aus dem Hochstift Paderborn, das um 1360 nach dem Tod des letzten männlichen Meinhövel auf Davensberg auch in den Besitz der anderen Hälfte gelangte.
1589 ging die Burg durch Heirat der Erbtöchter Agnes und Johanna von Büren in den Besitz der Herren von Morrien auf Nordkirchen sowie Wolf von Füchteln über. Im Dreißigjährigen Krieg wurde die Anlage schweren Zerstörungen ausgesetzt, denn lüneburgische Truppen setzten sie 1634 mitsamt der angrenzenden Burgfreiheit in Brand. 1736 wurde die Familie von Morrien alleinige Besitzerin der Gebäude, die ab 1750 allmählich verfielen.

## Beschreibung
Von der ehemaligen Burganlage sind heute nur der Rundturm aus Backstein und Bruchsteinmauerwerk sowie ausgegrabene Fundamentreste und Trümmer erhalten. In der oberen Etage des letztmals 1971 restaurierten Turms befindet sich ein Kaminzimmer, im Erdgeschoss ein Gefängnis und darunter ein Verlies.
Die Burganlage setzte sich aus einer Vor- und einer Hauptburg zusammen. Während sich die Reste der Hauptburg in der unbebauten Erhebung nördlich des Turmes befinden, ist der Standort der Vorburg im freien Gelände südlich dieses Ruinenhügels zu suchen. Um die Hauptburg verlief seit dem frühen 16. Jahrhundert eine 2,35 m starke Ringmauer aus Backstein. Im Rheinisch-westfälischen Urkataster von 1834 sind zwei Bauhäuser belegt, die sich mit ihren Längsseiten am Verlauf des inneren Grabens orientierten. Im Südwesten der Vorburg stand das Torhaus. Der Zugang zur Hauptburg erfolgte über eine Zugbrücke westlich des Turmes. Im Osten standen die große und die kleine Mühle. Der Mühlenkolk diente im Süden als äußerer Wassergraben und wurde vom Emmerbach gespeist. Vor den Mühlen zweigt vom Emmerbach der Hahnenbrinksbach ab, der die Mühlen antrieb und die gesamte Burgstelle im Norden und Osten schützte.

## Trivia
Ab Sommer 2001 zeigte das Münsteraner Theater Freuynde + Gaesdte im Burgturm elfmal das Stück Hauser K. Die Inszenierung, die sich assoziativ mit der Geschichte des Kaspar Hauser auseinandersetzte, wurde im Verlies des Burgturms gezeigt. Im Zuge der Aufführungen konnte der Kerkerraum zum ersten Mal seit Jahrzehnten wieder betreten werden. Der Spielort war nur über eine steile Leiter zu erreichen, maximal 23 Personen konnten an der Veranstaltung teilnehmen. Regie führte Frank Dukowski, die Darsteller waren Zeha Schröder und Vera Molitor.